# Rusocin (Opole)
Pour les articles homonymes, voir Rusocin.
Rusocin est une localité polonaise de la voïvodie d'Opole et du powiat de Nysa.